# Ptilinop de les Marianes
El ptilinop de les Marianes (Ptilinopus roseicapilla) és una espècie d'ocell de la família dels colúmbids (Columbidae) que habita els boscos de les Illes Marianes des de Saipan fins a Guam.